# Marmerenjauretje (Tärna socken, Lappland, 727674-146125)
Marmerenjauretje är en sjö i Storumans kommun i Lappland och ingår i Umeälvens huvudavrinningsområde.